# Avenida Río Churubusco

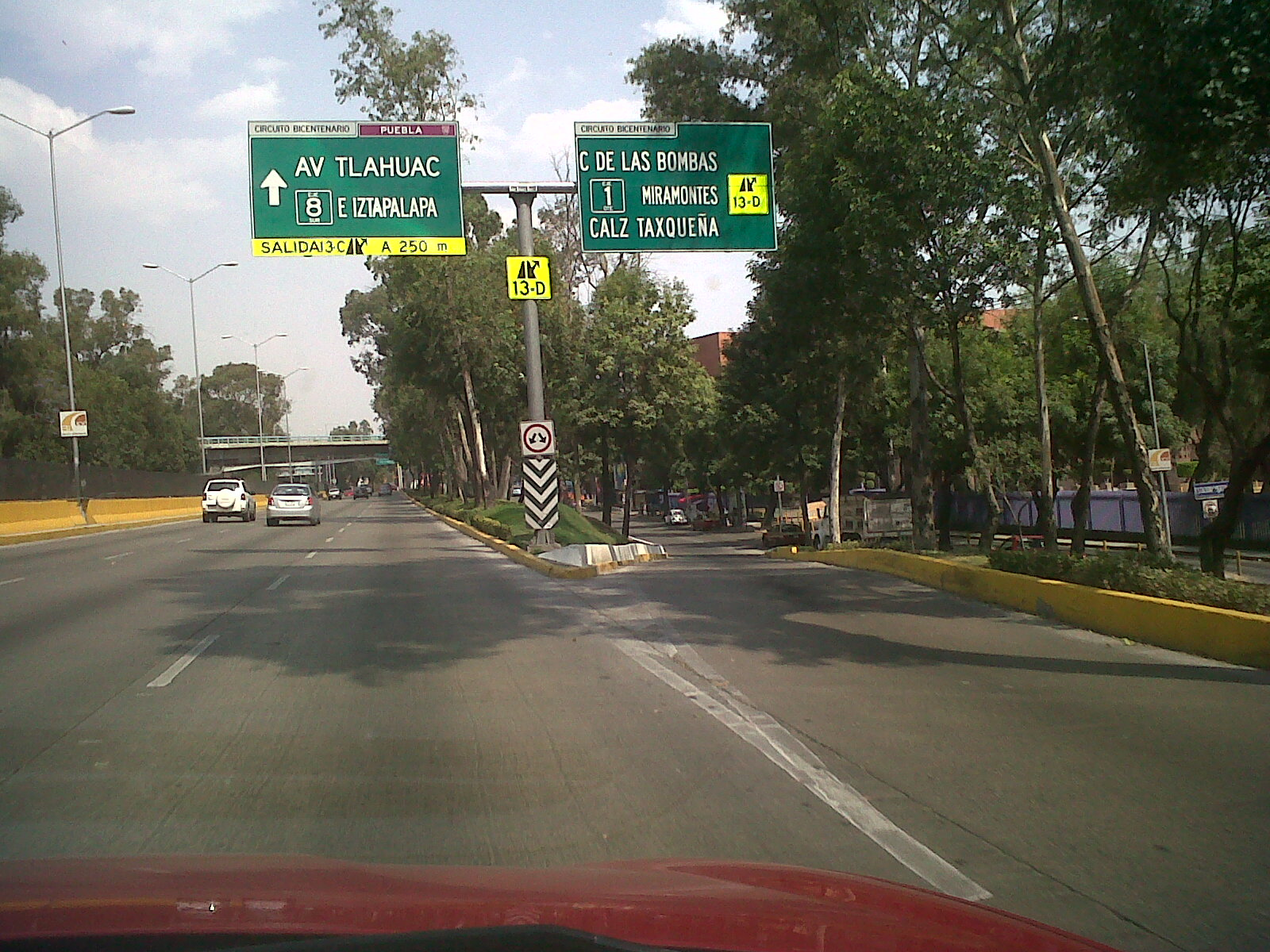
Auf der Avenida Río Churubusco

Die Avenida Río Churubusco ist eine Straße in Mexiko-Stadt, die zu den wichtigsten Verkehrsadern der mexikanischen Hauptstadt gehört.

## Coyoacán und die Grenze zu Benito Juárez

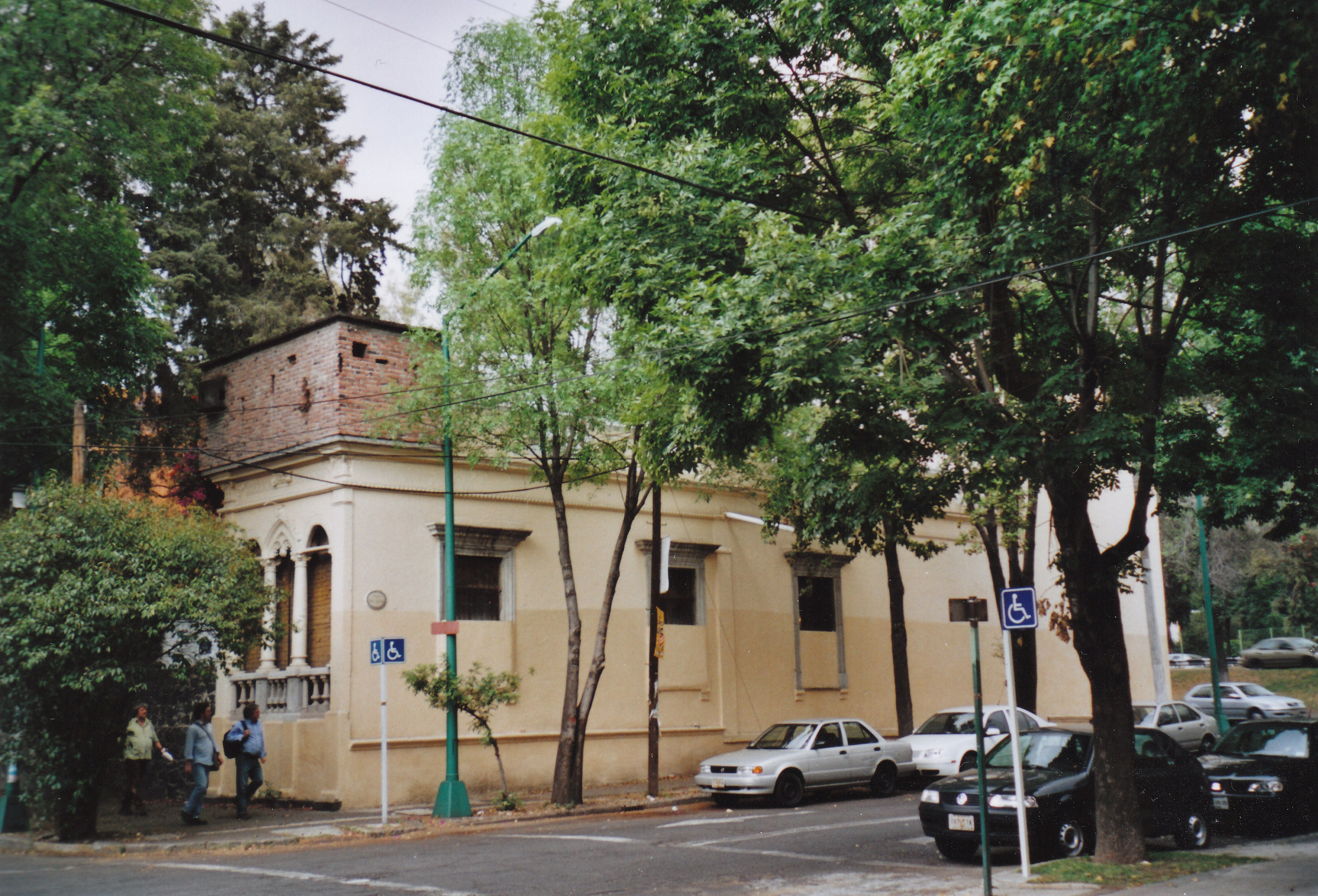
Museo Casa de León Trotsky −
Ansicht von der calle Viena mit Blick auf die calle Morelos (rechts), die unmittelbar zur Avenida Río Churubusco führt.

Die Avenida Río Churubusco beginnt an der Avenida Universidad als Teil einer Stadtautobahn des Circuito Interior. Sie verläuft von hier aus zunächst in östlicher Richtung und bildet auf ihrem ersten Abschnitt die Grenze zwischen den Bezirken (delegaciones) Benito Juárez im Norden und Coyoacán im Süden.
Nordöstlich der Kreuzung mit der Avenida Universidad befindet sich die Shopping Mall Centro Coyoacán, die trotz gegenteiliger Bezeichnung ebenso auf dem Gebiet der Delegación Benito Juárez liegt wie die einen Block nördlich gelegene Metro-Station Coyoacán, die von der Linie 3 bedient wird. Südlich des ersten Straßenabschnitts befindet sich der zu Coyoacán gehörende Park Viveros de Coyoacán und auf der Nordseite, unmittelbar vor dem Zusammentreffen mit der Eje 1 Poniente (Avenida México-Coyoacán), der Panteón Xoco.
Auf der Südseite des zweiten Straßenabschnitts befindet sich das unter Nummer 410 gelegene Museo Casa de León Trotsky und nördlich der Straße, unmittelbar vor dem Zusammentreffen mit der Avenida División del Norte, das Alberca Olímpica Francisco Márquez, eine der Spielstätten der Olympischen Sommerspiele von 1968.
Südlich des nächsten Straßenabschnitts befindet sich der Parque Xicoténcatl sowie dahinter der alte Ortskern von Churubusco, nach dem die hier vorgestellte Straße benannt ist und der heute eine zur Delegación Coyoacán gehörende colonia bildet.
Unmittelbar hinter der Kreuzung mit der Calzada de Tlalpan befindet sich auf der Südseite das Centro Nacional de las Artes und bald dahinter – nur etwas mehr als einhundert Meter von der Straße entfernt – das weitläufige Gelände des Club Campestre de la Ciudad de México.

## Iztapalapa
Nur wenige Meter hinter dem Country Club (Campestre de la Ciudad de México) biegt die Straße in nordöstlicher Richtung ab, durchquert bald den Bezirk Iztapalapa und setzt sich nach etwa 1,5 Kilometern erneut in östlicher Richtung fort. Kurz nach dieser Biegung trifft sie auf die Nord-Süd-Achse Eje 2 Oriente (Calzada de la Viga) und weitere 1,5 km später auf die Eje 3 Oriente (Geógrafos).

## Die Teilung der Straße
Bald macht die Straße erneut eine mehrere Hundert Meter lange Windung in Richtung Nordosten und teilt sich: als Circuito Interior Avenida Río Churubusco setzt sie kurz darauf ihren letzten Abschnitt in nördlicher Richtung fort und als Eje 4 Oriente (Avenida Río Churubusco) zweigt sie in nordöstlicher Richtung ab.
Beide Straßen treffen in ihrem weiteren Verlauf auf die Eje 5 Sur (Purísima), die Avenida Canal de Apatlaco, die Avenida Canal de Tezontle, die Eje 4 Sur (die zwischen den beiden Straßen die zusätzliche Bezeichnung Avenida Té trägt, westlich des „Circuito Interior“ auch als Avenida Plutarco Elías Calles und östlich der „Eje 4 Oriente“ zudem als Avenida San Rafael Atlixco firmiert), die Eje 3 Sur und den Viaducto Río Piedad.

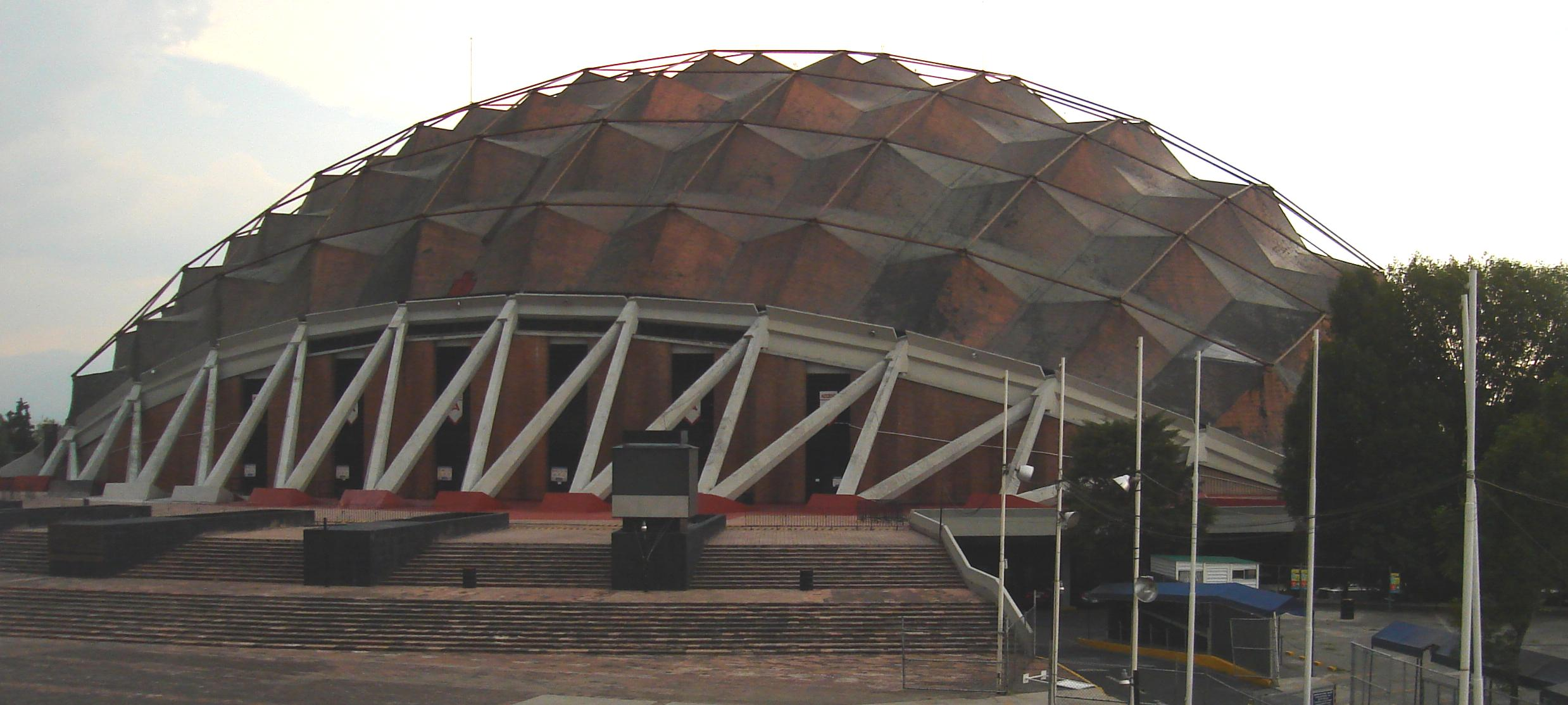
Palacio de los Deportes

## Circuito Interior
In diesem rund 4 km langen Abschnitt des Circuito Interior Avenida Río Churubusco befinden sich unter anderem die Escuela Nacional Preparatoria Numero 2 der UNAM (an der Kreuzung zur Avenida Canal de Tezontle) und der Sitz des Stadtbezirks Iztacalco (an der Kreuzung mit der Eje 4 Sur Avenida Té), den die Schnellstraße bereits seit der Kreuzung mit der Avenida Canal de Apatlaco durchquert. Auf ihrem letzten Abschnitt – zwischen der Eje 3 Sur Añil und dem Viaducto Río Piedad – befinden sich der Palacio de los Deportes (auf der Westseite) und die Ciudad Deportiva Magdalena Mixhuca (auf der Ostseite).

## Eje 4 Oriente
Die am Campo de Fútbol Área Federal Central de Abastos vom „Circuito Interior“ abzweigende Eje 4 Oriente Avenida Río Churubusco erreicht nach etwa 1 km die Shopping Mall Plaza Central.
Im Gegensatz zum Circuito Interior Avenida Río Churubusco setzt sie ihren Weg nördlich des Zusammentreffens mit dem Viaducto Río Piedad in der Delegación Venustiano Carranza fort und kreuzt nur 200 Meter später die Calzada General Ignacio Zaragoza, in deren südöstlicher Richtung zugleich die Autobahn 150 nach Puebla beginnt. Nach etwa 1,5 km führt die bisher in nordöstlicher Richtung führende Straße nach Osten bis zur Grenze mit dem Bundesstaat México, an dem sie sich mit dem Anillo Periferico verbindet und entlang der Ostgrenze bis zur Nordgrenze der Hauptstadt zum Bundesstaat México verläuft. Westlich des letzten Teilabschnitts liegt der Freizeitpark Alameda Oriente, auf dessen anderer Seite sich der Internationale Flughafen Benito Juárez befindet.